# Istituto dell’Enciclopedia Italiana

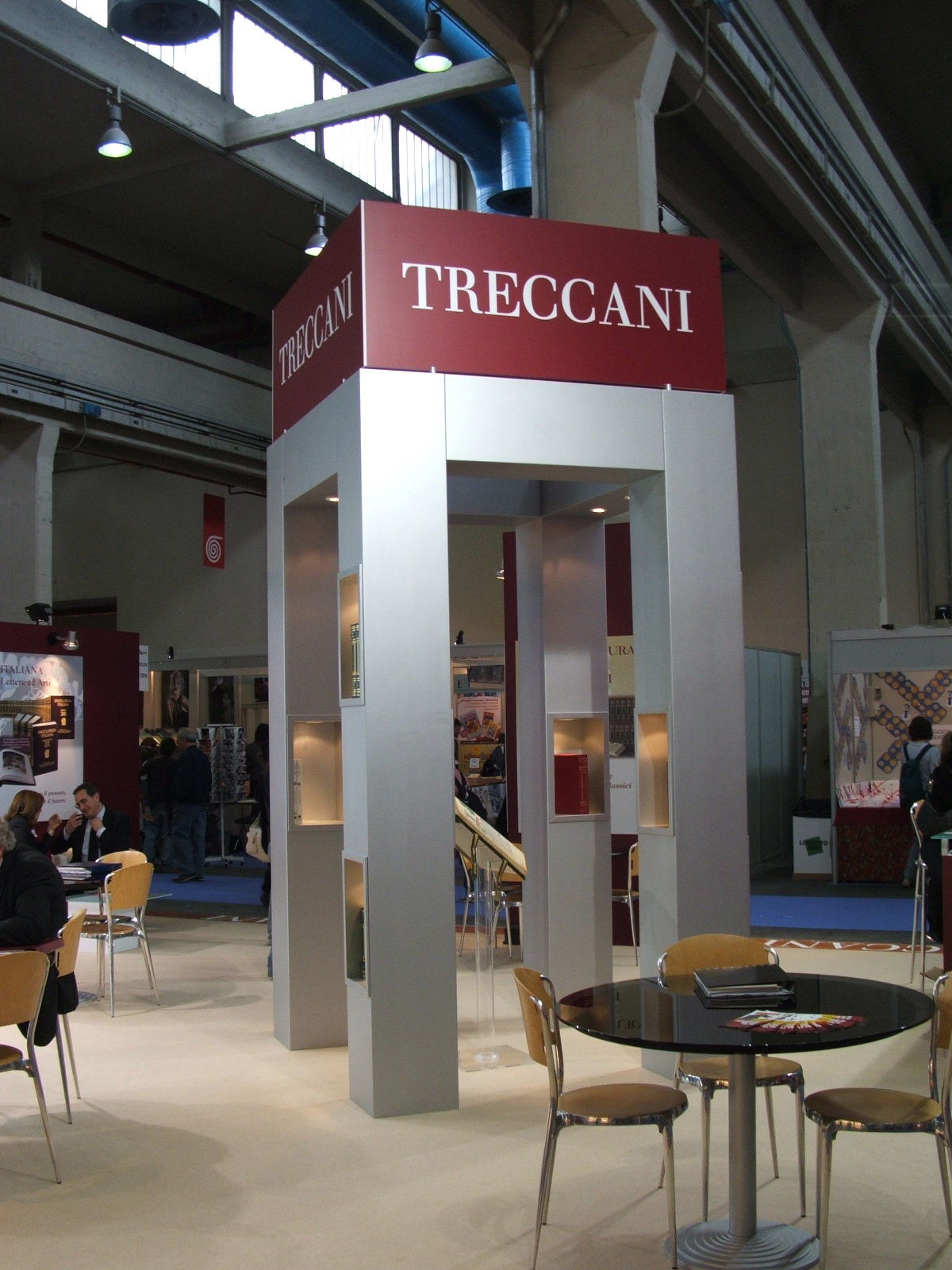
Uitgeverij Treccani op de boekenbeurs van Turijn (2006)

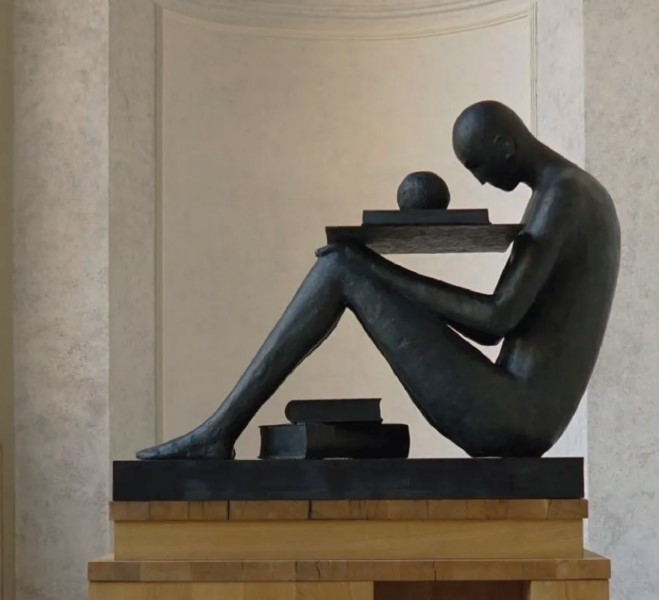
Beeld De Kennis, in het Istituto Treccani

Het Istituto dell’Enciclopedia Italiana of Uitgeverij Treccani is een uitgeverij in Italië die opgericht werd in het jaar 1925 in Rome. De uitgeverij is bekend door de encyclopedie Enciclopedia Italiana di scienze, lettere ed arti, ook genoemd de Enciclopedia Treccani. Het rechtsstatuut is een vennootschap met aandeelhouders; de jaaromzet in 2014 bedroeg 50,7 miljoen euro.

## Historiek
Op 18 februari 1925 stichtte Giovanni Treccani (1877-1961) de uitgeverij. Het koninkrijk Italië werd toen geleid door de fascistische regering onder leiding van Benito Mussolini. Treccani was afgevaardigd bestuurder van de uitgeverij van 1925 tot 1933. In de beheerraad zaten oorspronkelijk, onder meer Calogero Tumminelli, directeur van de uitgeverij, Giovanni Gentile, een fascistisch filosoof die de wetenschappelijke sectie voor zich nam, Antonino Pagliora, een filoloog als hoofdredacteur, Alberto De Stefani, minister van Financiën, Vittorio Grassi, een kunstschilder, Francesco Salata, een historicus en admiraal Paolo Thaon di Revel. 
De eerste uitgave was de Enciclopedia italiana ofwel Enciclopedia Treccani. De eerste encyclopedie bestond uit 35 boekdelen, die in de loop van de jaren 1929-1937 werden uitgegeven. De taal was het Italiaans en bedoeld voor een Italiaans publiek.
De uitgeverij moest het fascisme dienen. Hiertoe was ze verplicht samen te werken met de Accademia d’Italia, een fascistisch wetenschappelijk genootschap dat bestond van 1926 tot 1945. De encyclopedie kende enkele thematische uitgiften; zo behandelde bijvoorbeeld het eerste thema het fascisme. Als auteur werd Mussolini vermeld, doch er wordt van uitgegaan dat de auteurs Giovanni Gentile en Gioacchino Volpe (1876-1971) waren. De historicus Volpe werd na de oorlog een autoriteit op het gebied van het Italiaans fascisme. 
Na het einde van de Tweede Wereldoorlog werd de Accademia d’Italia afgeschaft, doch het Istituto dell’Enciclopedia italiana mocht verder bestaan. De uitgeverij geeft eveneens de Dizionario Biografico degli Italiani uit. Deze bevat biografieën van bekende Italianen. De eerste uitgifte was in 1960.
In 1988 verleende de president van Italië Cossiga de Medaglia d’oro ai benemeriti della cultura e dell’arte ofwel de Gouden Medaille voor verdiensten op cultureel en artistiek vlak aan de uitgeverij.